# Bruce Haack
Bruce Clinton Haack (Alberta, 4 maggio 1931 – West Chester, 26 settembre 1988) è stato un compositore e produttore discografico canadese.È considerato uno dei massimi pionieri della musica elettronica, specie per quanto riguarda l'evoluzione di generi come il synth pop e la techno.

## Biografia

### Da Alberta a New York (1931-1963)
A partire dai 12 anni, Haack già dava lezioni di pianoforte e suonava in piccole band country della sua città. Con l'intento di affinare le sue capacità musicali, dopo le scuole superiori tentò di entrare all'Università musicale di Alberta, ma venne respinto a causa delle sue scarse capacità nella stesura e lettura della musica. Si iscrisse allora a psicologia alla Edmonton University, continuando a comporre musica autonomamente per i teatri locali. Collaborò con uno show radiofonico e suonò in diverse band. Conseguita la laurea in psicologia, si trasferì a New York per frequentare la Juillard School grazie ad una borsa di studio ricevuta dal Ministero dell'Istruzione del Canada. Alla Juilliard School Haack ebbe l'opportunità di seguire i corsi del noto compositore Vincent Persichetti e di conoscere uno studente di piano, Praxiteles "Ted" Pandel, con cui entrò subito in sintonia umana e professionale, tanto che la loro amicizia durò più di 30 anni. Haack, però, che non trovava interessanti i corsi alla Juillard a causa dei "restrittivi" metodi di insegnamento, decise di abbandonarla dopo 8 mesi.
Trascorse il resto del 1950 creando musica per balletti e compagnie teatrali e componendo canzoni pop per etichette discografiche come Dot Records e Coral Records.
Il primo lavoro importante è Les Etapes del 1955, con il quale propone temi e tecniche sperimentali, campionando suoni di archi e voci su nastro. Dell'anno successivo è Lullaby for a cat, altro componimento di musica concreta. Con il 1960, e il maggior interesse per la musica elettronica e i sintetizzatori, aumentò la notorietà di Haack. Egli, infatti, apparve in programmi TV come I've Got a Secret e The Tonight Show con Johnny Carson, di solito con Ted Pandel ad accompagnarlo al pianoforte. In quelle occasioni Haack mostrò alcune sue invenzioni, fra le quali il Dermatron, un sintetizzatore musicale sensibile al calore della pelle.
Nel 1966 comparve su I've Got a Secret proponendo sempre i suoi strumenti elettronici. Nel frattempo, scrisse composizioni colte: la “Messa per pianoforte solo” (1962) che Pandel eseguì presso la Carnegie Hall (ricevendo anche un importante riconoscimento) una musica per il 50º anniversario di Rocky Mountain House eseguita dall'orchestra sinfonica di Calgary. Uno dei suoi pezzi più innovativi, il Giardino delle Delizie, composto nel 1963, è caratterizzato da canti gregoriani mescolati con musica elettronica. Questo lavoro non venne mai pubblicato.

### Dalla musica per bambini a Electric Lucifer (1963-1976)
In seguito, Haack trovò un altro sbocco per la sua creatività, accompagnando al piano un'insegnante di danza per bambini, Esther Nelson. Ispirato dal bel rapporto che si era instaurato con i bambini e la Nelson, iniziò con l'insegnante un innovativo progetto educativo nelle scuole, basato sull'interazione con i piccoli ascoltatori tra musica, danza e canto. Con Pandel e Nelson fondò un'etichetta discografica, la Dimension 5 Records, per la diffusione del progetto. Pubblicano così “Dance, sing and listen (1962, Dance, sing and listen again (1963) e Dance, sing and listen again and again (1965). Sebbene la serie includesse temi, canzoni e storie simili a quelli di altri dischi didattici per bambini, l'approccio musicale era molto più innovativo e divertente. Le musiche spaziano tra melodie medioevali, classiche, pop e miscele di strumenti come pianoforte, sintetizzatori e banjo. Musica e testi si fondono magicamente fornendo istruzioni per i piccoli: «Quando la musica si ferma, il suono si sente».
Il tutto in un contesto surreale creato da un collage di suoni e idee psichedeliche. Le grandi qualità di musicista di Haack sono esaltate dall'uso di strumenti come sintetizzatori e da nuove tecniche di campionamento e di registrazione. Anche se con una scarsa formazione in elettronica, Haack costruì personalmente alcuni suoi sintetizzatori e modulatori del suono recuperando dispositivi come pedali per chitarra, radio a transistor. Rinunciando a schemi musicali precostituiti, utilizzò questi strumenti casalinghi in grado di produrre voci polifoniche o suoni casuali per le sue creazioni, poi registrate con bobine. A metà degli anni Sessanta, egli strinse un'altra amicizia importante con Chris Kachulis, un impiegato della ABC News, innamoratosi delle trovate musicali del musicista canadese. Kachulis decide di lasciare il suo lavoro e curare gli interessi di Haack a tempo pieno, diventando suo manager. Grazie a Kachulis Haack ebbe l'opportunità di entrare in contatto con il mondo culturale newyorkese di quegli anni, conoscendo Andy Warhol, John Cage, Orson Welles, e di collaborare con importanti aziende americane, nella realizzazione di jingle pubblicitari, fra le quali la Parker Brothers, la Goodyear Tire & Rubber Company e la Kraft, vincendo anche due premi per i suoi lavori.
Nel 1968 pubblicò con la Dimension 5 un altro disco per bambini, The way out record. A questo punto Kachulis spinse Haack ad esprimersi in un lavoro più personale e per adulti. Nacque così The electric lucifer, un concept album dai toni onirici che racconta di una guerra immaginaria tra Cielo e Inferno, dove la forza dell'Amore salva tutti, compreso Lucifero. Terminato il lavoro Haack venne presentato da Kachulis a John Hammond, talent scout della Columbia Records. Hammond si appassionò al lavoro e lo fece pubblicare. In tal modo, dal 1970 si aprirono per Haack nuovi orizzonti. Conobbe un altro pioniere della musica elettronica, Raymond Scott. Insieme sperimentarono due prototipi di sintetizzatori ideati da Scott, il Clavivox e l'Electronium. Nel 1971 uscì Together, un nuovo album di pop elettronico che segnava il ritorno alla Dimension 5. Forse, nel tentativo di differenziare dal passato il nuovo periodo, l'album venne pubblicato con il nome di Jackpine Savage, pseudonimo utilizzato da Haack in quell'unica occasione.
Altri album uscirono: Dance to the music è del 1972, Captain Entropy del 1973, mentre nel 1974, con “This old man, sperimenta un mix di fantascienza, filastrocche e canti tradizionali. Dopo essersi trasferito a Westchester, in Pennsylvania, seguendo l'amico Ted Pandel, che aveva ottenuto una cattedra universitaria di pianoforte, Haack incentrò di nuovo tutto il suo lavoro sui bambini abbandonando le commissioni per la pubblicità. Scrisse infatti musica per le scuole, componendo nel 1976 The witches vacations e Small Clifford Red Puppy. Pubblicò, inoltre, Funky Doodle e Ebenezer Electric con la Dimension 5. La sua produzione più personale "per adulti", dopo l'uscita di Electric Lucifer, venne rallentata a causa di una forte depressione.

### Gli ultimi anni (1976-1988)
Nel 1978, uscito da un periodo molto difficile caratterizzato da abuso di alcol e droghe, compose Haackula (ma pubblicato solo nel 2008), un lavoro dai toni cupi e autobiografici dove Haack condannava, con un linguaggio duro e aggressivo, l'ipocrisia e la falsità dei manager discografici, solo interessati al profitto. L'anno successivo compose Electric Lucifer's book II (pubblicato da Pandel nel 2000, come richiesto espressamente da Haack), continuazione onirica della saga di “Electric Lucifer”. Nel 1981 compone “Bite”, un album dove riorganizza le canzoni scartate da Haackula e si avvale della collaborazione di una giovanissima cantante, Ed Harvey.
Nei primi anni Ottanta seri problemi di salute dovuti al diabete rallentarono la collaborazione con la Dimension 5, ma la Nelson e Pandel continuarono a tenere in piedi l'etichetta con nuove produzioni, come Fun cantare e The World's Best Funny Songs, e portando su nastro magnetico le pubblicazioni storiche. Nel 1982 un brano dance, “Party Machine” (presente come ultima traccia in Haack), viene prodotto dalla Def Jam di Russell Simmons, riscuotendo un buon successo negli ambienti dance della west-coast americana di quegli anni.
Il 26 settembre del 1988 Haack morì nel sonno per una insufficienza cardiaca, a Westchester. La Dimension 5, negli anni a seguire, continuò la ristampa dei vecchi lavori. Il titolare dei diritti di tutte le musiche di Bruce Haack è l'amico Ted Pandel.

## Discografia parziale

### Album
- Dance Sing and Listen (1963)
- Dance Sing and Listen Again (1964)
- Dance Sing and Listen Again and Again (1965)
- The Way out Record for Children (1968)
- Electronic Record for Children (1969)
- Electric Lucifer Book III - con Chris Kachulis alla voce (1969)
- Electric Lucifer (1970)
- Together - con lo pseudonimo di Jackpine Savage (1970)
- Dance to the Music (1972)
- Captain Entropy (1973)
- This Old Man (1974)
- Funky Doodle (1975)
- Ebenezer Electric (1976)
- Haackula (1978)
- Electric Lucifer Book II (1979)
- Bite (1981)

### Singoli
- Les Etapes (1955)
- Lullaby for a Cat (1956)
- Satellite - Coral Records (con Teresa Brewer) (1958)
- Sea Shell - Coral Records (con Teresa Brewer) (1959)
- So I Said - Dot Records (con Milton DeLugg And His Orchestra (1960)
- Garden Of Delights (1964)
- Party Machine (prodotto da Russell Simmons) (1983)

### Raccolte
- Hush Little Robot - QDK Media (1998)
- Listen Compute Rock Home - Emperor Norton Records (1999)
- Rough Trade Shops - Electronic 01 - Mean Old Devil - Mute Records (2002)
- Dimension Mix: A Tribute to Dimension 5 Records - Eenie Meenie Records (2005)
- Badd Santa - I Like Christmas - Stones Throw Records (2007)
- Preservation Tapes - Telephone Explosion (2018)

## Filmografia
- I've Got a Secret - serie TV (1958)
- The Mike Douglas Show - serie TV (1965)
- The Tonight Show - Johnny Carson - serie TV (1965)
- Mister Rogers' Neighborhood - serie TV (1968)
- Haack ... The King of Techno, regia di Philip Anagnos - documentario (2004)